# Trachydoras paraguayensis
Trachydoras paraguayensis es una especie de peces de la familia Doradidae en el orden de los Siluriformes.

## Morfología
• Los machos pueden llegar alcanzar los 10,4 cm de longitud total.

## Hábitat
Es un pez de agua dulce  y de clima tropical (20 °C-26 °C).

## Distribución geográfica
Se encuentran en Sudamérica:  cuenca del río Paraná.